# Área

Área, coloreada, de tres figuras geométricas simples

El área es un concepto métrico que puede permitir asignar una medida a la extensión de una superficie, expresada en matemáticas como unidades de medida denominadas unidades de superficie. El área es un concepto métrico que requiere la especificación de una medida de longitud.
El área  es una magnitud métrica de tipo escalar definida como la extensión en dos dimensiones de una recta al plano del espacio.
Para superficies planas, el concepto es más intuitivo. Cualquier superficie plana de lados rectos —es decir, cualquier polígono— puede triangularse, y se puede calcular su área como suma de las áreas de los triángulos en que se descompone. Ocasionalmente se usa el término "área" como sinónimo de superficie, cuando no existe confusión entre el concepto geométrico en sí mismo (superficie) y la magnitud métrica asociada al concepto geométrico (área). 
Para una forma sólida como una esfera, un cono o un cilindro, el área de su superficie límite se denomina área superficial. Los antiguos griegos calcularon fórmulas para las áreas superficiales de formas simples, pero calcular el área superficial de una figura más complicada suele requerir cálculo multivariable. 
Sin embargo, para calcular el área de superficies curvas se requiere introducir métodos de geometría diferencial. 

Este cuadrado y este disco tienen la misma área (véase: cuadratura del círculo).

Para poder definir el área de una superficie en general —que es un concepto métrico—, se tiene que haber definido un tensor métrico sobre la superficie en cuestión: cuando la superficie está dentro de un espacio euclídeo, la superficie hereda una estructura métrica natural inducida por la métrica euclidiana.

## Historia
La idea de que el área es la medida que proporciona el tamaño de la región encerrada en una figura geométrica proviene de la antigüedad. En el antiguo Egipto, tras la crecida anual de río Nilo inundando los campos, surge la necesidad de calcular el área de cada parcela agrícola para restablecer sus límites; para solventar eso, los egipcios inventaron la geometría, según Heródoto.
El modo de calcular el área de un polígono como la suma de las áreas de los triángulos, es un método que fue propuesto por primera vez por el sabio griego Antifón hacia el año 430 a. C. Hallar el área de una figura curva genera más dificultad. El método exhaustivo consiste en inscribir y circunscribir polígonos en la figura geométrica, aumentar el número de lados de dichos polígonos y hallar el área buscada. Con el sistema que se conoce como método exhaustivo de Eudoxo, consiguió obtener una aproximación para calcular el área de un círculo. Dicho sistema fue empleado tiempo después por Arquímedes para resolver otros problemas similares, así como el cálculo aproximado del número π.

### Área del círculo
En el siglo V a. C., Hipócrates de Quíos fue el primero en mostrar que el área de un círculo (la región encerrada por una circunferencia) es proporcional al cuadrado de su diámetro, como parte de su cuadratura de la lúnula, pero no identificó la constante de proporcionalidad. Eudoxo de Cnido, también en el s. V a. C., encontró también que el área de un círculo es proporcional a su radio al cuadrado.
Posteriormente, el Libro I de los Elementos de Euclides se ocupó de la igualdad de áreas entre figuras bidimensionales. El matemático Arquímedes usó las herramientas de la geometría euclidiana para mostrar que el área dentro de un círculo es igual a la de un triángulo rectángulo cuya base tiene la longitud de la circunferencia del círculo y cuya altura es igual al radio del círculo, en su libro Sobre la medida del círculo. (La circunferencia es 2πr, y el área de un triángulo es la mitad de la base por la altura, lo que da como resultado el área πr2 del disco). Arquímedes aproximó el valor de π (y por lo tanto el área de un círculo de radio unitario) con su  método, en el que inscribió un triángulo regular en un círculo y anotó su área, luego duplicó el número de lados para dar un hexágono regular, luego duplicó repetidamente el número de lados a medida que el área del polígono se acercaba más y más a la del círculo (e hizo lo mismo con polígonos circunscritos).
El científico suizo Johann Heinrich Lambert en 1761 demostró que π, la relación entre el área de un círculo y su radio al cuadrado, es irracional, lo que significa que no es igual al cociente de dos números enteros. En 1794, el matemático francés Adrien-Marie Legendre demostró que π2 es irracional; esto también prueba que π es irracional. En 1882, el matemático alemán Ferdinand von Lindemann demostró que π es trascendental (no es la solución de ninguna ecuación polinómica con coeficientes racionales), lo que confirma una conjetura de Legendre y Euler.: p. 196 

### Área del triángulo
Herón de Alejandría encontró lo que se conoce como la fórmula de Herón para el área de un triángulo en términos de sus lados, y se puede encontrar una prueba en su libro Métrica, escrito alrededor del 60 d. C. Se ha sugerido que Arquímedes conocía la fórmula más de dos siglos antes, y dado que Métrica es una colección del conocimiento matemático disponible en el mundo antiguo, es posible que la fórmula sea anterior a la referencia dada en ese trabajo.
En 499 Aryabhata, un matemático-astrónomo de la época clásica de las matemáticas y la astronomía indias, expresó el área de un triángulo como la mitad de la base por la altura en el Aryabhatiya (sección 2.6).
Los chinos descubrieron una fórmula equivalente a la de Herón independientemente de los griegos. Fue publicado en 1247 en Shushu Jiuzhang («Tratado matemático en nueve secciones»), escrito por Qin Jiushao.

## Definición formal
Un enfoque para definir lo que se entiende por «área» es a través de axiomas. El «área» se puede definir como una función de una colección M de un tipo especial de figuras planas (denominadas conjuntos medibles) al conjunto de números reales, que satisface las siguientes propiedades:
- Para todo S en M, a(S) ≥ 0.
- Si S y T están en M, entonces también lo están S ∪ T y S ∩ T, y también a(S∪T) = a(S) + a(T) − a(S∩T).
- Si S y T están en M con S ⊆ T entonces T - S está en M y a(T−S) = a(T) − a(S).
- Si un conjunto S está en M y S es congruente con T, entonces T también está en M y a(S) = a(T).
- Todo rectángulo R está en M. Si el rectángulo tiene una longitud h y una anchura k, entonces a(R) = hk.
- Sea Q un conjunto encerrado entre dos regiones escalonadas S y T. Una región escalonada se forma a partir de una unión finita de rectángulos adyacentes que descansan sobre una base común, es decir, S ⊆ Q ⊆ T. Si hay un número único c tal que a(S) ≤ c ≤ a(T) para todas esas regiones escalonadas S y T, entonces a(Q) = c.

Se puede probar que tal función de área existe realmente.

## Confusión entre área y perímetro

Cuanto más cortes se hacen, más disminuye el área y aumenta el perímetro.

El perímetro es, junto con el área, una de las dos medidas principales de las figuras geométricas planas. A pesar de que no se expresan en la misma unidad, es común confundir estas dos nociones o creer que cuanto mayor es una, mayor es también la otra. De hecho, la ampliación (o reducción) de una figura geométrica aumenta (o disminuye) simultáneamente su área y su perímetro. Por ejemplo, si un pedazo de tierra se muestra en un mapa a una escala de 1:10 000, el perímetro real de la tierra se puede calcular multiplicando el perímetro de la representación por 10 000 y el área multiplicando el de la representación por 10 0002. Sin embargo, no existe un vínculo directo entre el área y el perímetro de ninguna figura. Por ejemplo, un rectángulo que tiene un área igual a un metro cuadrado puede tener como dimensiones, en metros: 0,5 y 2 (por lo tanto un perímetro igual a 5 m) pero también 0,001 y 1000 (por lo tanto un perímetro de más de 2000 m). Proclo (siglo v) informa que los campesinos griegos compartían «equitativamente» campos de acuerdo con sus perímetros, pero con áreas diferentes. Sin embargo, la producción de un campo es proporcional al área, no al perímetro.

## Área de figuras planas

### Fórmulas de polígonos
Para un polígono (simple) del que se conocen las coordenadas cartesianas {\displaystyle (x_{i},y_{i})} (i = 0, 1, ..., n − 1) de sus n vértices, el área viene dada por la fórmula del área de Gauss:
{\displaystyle A={\frac {1}{2}}{\Biggl \vert }\sum _{i=0}^{n-1}(x_{i}y_{i+1}-x_{i+1}y_{i}){\Biggr \vert }}
cuando i = n − 1, entonces i + 1 se expresa como módulo n y por tanto se refiere a 0.

#### Rectángulos

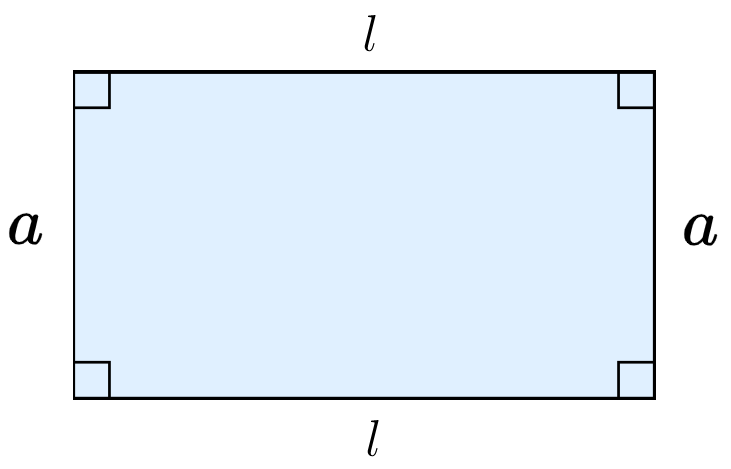
El área de este rectángulo es.

La fórmula más básica del área es la fórmula del área de un rectángulo. Dado un rectángulo con largo {\displaystyle l} y anchura {\displaystyle a}, la fórmula del área es:
{\displaystyle A=l\times a} (rectángulo).
El área del rectángulo es la longitud multiplicada por la anchura. Como caso particular, ya que {\displaystyle l=a} en el caso de un cuadrado, el área de un cuadrado con longitud de lado {\displaystyle c} viene dada por la fórmula:
{\displaystyle A=c^{2}} (cuadrado).
La fórmula del área de un rectángulo se deduce directamente de las propiedades básicas del área y a veces se toma como definición o axioma. Por otra parte, si la geometría se desarrolla antes que la aritmética, esta fórmula puede utilizarse para definir la multiplicación de los números reales.

#### Disección, paralelogramos y triángulos
La mayoría de las fórmulas sencillas para calcular el área siguen el método de la disección. Consisten en cortar una forma en trozos cuyas áreas deben sumar el área de la forma original.

Un diagrama que muestra cómo un paralelogramo puede convertirse en un rectángulo.

Por ejemplo, cualquier paralelogramo puede subdividirse en un trapecio y un triángulo rectángulo, como se muestra en la figura. Si el triángulo se traslada al otro lado del trapecio, la figura resultante es un rectángulo. Se deduce que el área del paralelogramo es la misma que la del rectángulo:
{\displaystyle A=b\times h} (paralelogramo).

Un paralelogramo dividido en dos triángulos iguales.

Sin embargo, el mismo paralelogramo también puede cortarse a lo largo de una diagonal en dos triángulos congruentes, como se muestra en la figura. Se deduce que el área de cada triángulo es la mitad del área del paralelogramo:
{\displaystyle A={\frac {1}{2}}bh} (triángulo).
Se pueden utilizar argumentos similares para encontrar fórmulas de área para el trapecio y polígonos más complicados. 

### Área de las formas curvas

#### Círculos
La fórmula del área de un círculo (más propiamente llamada área encerrada por un círculo o área de un disco) se basa en un método similar. Dado un círculo de radio {\displaystyle r}, es posible dividirlo en sectores, como se muestra en la figura. Cada sector es aproximadamente triangular, y los sectores pueden reorganizarse para formar un paralelogramo aproximado. La altura de este paralelogramo es {\displaystyle r}, y la anchura es la mitad de la circunferencia del círculo o {\displaystyle \pi r}. Por tanto, el área total del círculo es {\displaystyle \pi r^{2}}:
{\displaystyle A=\pi r^{2}} (círculo).

Un círculo puede dividirse en sectores reordenados para formar un paralelogramo aproximado.

Aunque la disección utilizada en esta fórmula es sólo aproximada, el error es cada vez menor a medida que el círculo se divide en más y más sectores. El límite de las áreas de los paralelogramos aproximados es exactamente {\displaystyle \pi r^{2}}, que es el área del círculo.
Este argumento es una simple aplicación de las ideas del cálculo. En la antigüedad, el método por agotamiento se utilizaba de forma similar para encontrar el área del círculo, y este método se reconoce ahora como un precursor del cálculo integral. Utilizando métodos modernos, el área de un círculo puede calcularse mediante una integral definida:
{\displaystyle A\;=\;2\int _{-r}^{r}{\sqrt {r^{2}-x^{2}}}\,dx\;=\;\pi r^{2}}

#### Elipses
La fórmula del área encerrada por una elipse está relacionada con la fórmula de un círculo; para una elipse con semieje mayor y semieje menor {\displaystyle x} e {\displaystyle y} la fórmula es:

Arquímedes demostró que el área superficial de una esfera es exactamente cuatro veces el área de un disco plano del mismo radio, y el volumen encerrado por la esfera es exactamente 2/3 del volumen de un cilindro de la misma altura y radio.

Área del triángulo

{\displaystyle A=\pi xy}

#### Área superficial
La mayoría de las fórmulas básicas para el área superficial se pueden obtener cortando las superficies y aplanándolas. Por ejemplo, si la superficie lateral del cilindro (o de cualquier prisma) se corta longitudinalmente, la superficie puede aplanarse hasta formar un rectángulo. Del mismo modo, si se hace un corte a lo largo de un cono, la superficie lateral se puede aplanar hasta convertirla en un sector de un círculo y calcular el área resultante.
La fórmula de la superficie de una esfera es más difícil de obtener: como una esfera tiene una curvatura gaussiana distinta de cero, no puede aplanarse. Arquímedes obtuvo por primera vez la fórmula del área superficial de una esfera en su obra Sobre la esfera y el cilindro. La fórmula es:
{\displaystyle A=4\pi r^{2}} (esfera).
donde {\displaystyle r} es el radio de la esfera. Al igual que con la fórmula del área de un círculo, cualquier derivación de esta fórmula utiliza intrínsecamente métodos similares al cálculo.

### Fórmulas generales

#### Áreas de figuras bidimensionales
- Un triángulo: {\displaystyle {\tfrac {1}{2}}Bh} (donde {\displaystyle B} es un lado cualquiera, y {\displaystyle h} es la distancia desde la línea en la que se encuentra {\displaystyle B} hasta el otro vértice del triángulo). Esta fórmula puede utilizarse si se conoce la altura {\displaystyle h}. Si se conocen las longitudes de los tres lados, se puede utilizar la fórmula de Herón: {\displaystyle {\sqrt {s(s-a)(s-b)(s-c)}}} donde {\displaystyle a}, {\displaystyle b}, {\displaystyle c} son los lados del triángulo y {\displaystyle s={\tfrac {1}{2}}(a+b+c)} es el semiperimetro. Si se da un ángulo y dos lados incluidos, el área es {\displaystyle {\tfrac {1}{2}}ab\operatorname {sen}(C)} donde {\displaystyle C} es el ángulo dado, y {\displaystyle a} y {\displaystyle b} son sus lados incluidos. Si el triángulo se representa gráficamente en un plano de coordenadas, se puede utilizar una matriz y simplificar el valor absoluto de {\displaystyle {\tfrac {1}{2}}(x_{1}y_{2}+x_{2}y_{3}+x_{3}y_{1}-x_{2}y_{1}-x_{3}y_{2}-x_{1}y_{3})}. Esta fórmula también se conoce como la fórmula de la lazada y es una forma fácil de resolver el área de un triángulo de coordenadas sustituyendo los 3 puntos {\displaystyle (x_{1},y_{1}),(x_{2},y_{2})} y {\displaystyle (x_{3},y_{3})}. La fórmula de la lazada también se puede utilizar para encontrar las áreas de otros polígonos cuando se conocen sus vértices. Otro enfoque para un triángulo de coordenadas es utilizar el cálculo para encontrar el área.

- Un polígono simple se construye sobre una cuadrícula de puntos de igual distancia (es decir, puntos con coordenadas enteras). Todos los vértices del polígono son puntos de la cuadrícula: {\displaystyle i+{\frac {b}{2}}-1}, donde {\displaystyle i} es el número de puntos de la cuadrícula dentro del polígono y {\displaystyle b} es el número de puntos del límite. Este resultado se conoce como teorema de Pick.

#### Área en el cálculo

La integración puede medir el área bajo una curva, definida por, entre dos puntos (aquí y).

- El área entre una curva de valor positivo y el eje horizontal, medida entre dos valores {\displaystyle a} y {\displaystyle b} ({\displaystyle b} se define como el mayor de los dos valores) en el eje horizontal, viene dada por la integral de {\displaystyle a} hasta {\displaystyle b} de la función que representa la curva:

{\displaystyle A=\int _{a}^{b}f(x)\,dx}
- El área entre las gráficas de dos funciones es igual a la integral de una función, f(x), menos la integral de la otra función, g(x):

{\displaystyle A=\int _{a}^{b}(f(x)-g(x))\,dx,} donde {\displaystyle f(x)} es la curva con el mayor valor de y.
- Un área delimitada por una función {\displaystyle r=r(\theta )} expresada en coordenadas polares es:

{\displaystyle A={1 \over 2}\int r^{2}\,d\theta }
- El área encerrada por una curva paramétrica {\displaystyle {\vec {u}}(t)=(x(t),y(t))} con puntos extremos {\displaystyle {\vec {u}}(t_{0})={\vec {u}}(t_{1})} está dada por las integrales de línea:El área entre dos gráficas se puede evaluar calculando la diferencia entre las integrales de las dos funciones.

{\displaystyle \oint _{t_{0}}^{t_{1}}x{\dot {y}}\,dt=-\oint _{t_{0}}^{t_{1}}y{\dot {x}}\,dt={1 \over 2}\oint _{t_{0}}^{t_{1}}(x{\dot {y}}-y{\dot {x}})\,dt}
o el componente z de
{\displaystyle {1 \over 2}\oint _{t_{0}}^{t_{1}}{\vec {u}}\times {\dot {\vec {u}}}\,dt.}

El área entre dos gráficas se puede evaluar calculando la diferencia entre las integrales de las dos funciones.

(Para más detalles, véase el teorema de Green § Área de una región con el teorema de Green.) Este es el principio del dispositivo mecánico del planímetro.

#### Área limitada entre dos funciones cuadráticas
Para encontrar el área acotada entre dos funciones cuadráticas, restamos una de la otra para escribir la diferencia como:
{\displaystyle f(x)-g(x)=ax^{2}+bx+c=a(x-\alpha )(x-\beta )}
donde f(x) es el límite superior cuadrático y g(x) es el límite inferior cuadrático. Definir el discriminante de f(x)−g(x) como:
{\displaystyle \Delta =b^{2}-4ac.}
Simplificando la fórmula de la integral entre las gráficas de dos funciones (como se indica en el apartado anterior) y utilizando la fórmula de Vieta, podemos obtener:
{\displaystyle A={\frac {\Delta {\sqrt {\Delta }}}{6a^{2}}}={\frac {a}{6}}(\beta -\alpha )^{3},\qquad a\neq 0.}
Lo anterior sigue siendo válido si una de las funciones delimitadoras es lineal en lugar de cuadrática.

#### Área superficial de las figuras tridimensionales
- Cono:[17] {\displaystyle \pi r\left(r+{\sqrt {r^{2}+h^{2}}}\right)}, donde {\displaystyle r} es el radio de la base circular y {\displaystyle h} es la altura. Esto también se puede reescribir como {\displaystyle \pi r^{2}+\pi rl}[17] or {\displaystyle \pi r(r+l)\,\!} donde {\displaystyle r} es el radio y {\displaystyle l} es la altura oblicua del cono. {\displaystyle \pi r^{2}} es la superficie base mientras que {\displaystyle \pi rl} es la superficie lateral del cono.
- cubo: {\displaystyle 6a^{2}}, donde {\displaystyle a} es la longitud de una arista.
- cilindro: {\displaystyle 2\pi r(r+h)}, donde {\displaystyle r} es el radio de una base y {\displaystyle h} es la altura. {\displaystyle 2\pi r} también se puede reescribir como {\displaystyle \pi d}, donde {\displaystyle d} es el diámetro.
- prisma: {\displaystyle 2B+Ph}, donde {\displaystyle B} es el área de una base, {\displaystyle P} es el perímetro de una base y {\displaystyle h} es la altura del prisma.
- pirámide: {\displaystyle B+{\frac {PL}{2}}}, donde {\displaystyle B} es el área de la base, {\displaystyle P} es el perímetro de la base y {\displaystyle L} es la longitud de la inclinación..
- prisma rectangular: {\displaystyle 2(\ell a+\ell h+ah)}, donde {\displaystyle l} es la longitud, {\displaystyle a} es la anchura y {\displaystyle h} es la altura.

#### Relación área-perímetro
Dada una curva simple cerrada en el plano euclídeo puede probarse que su longitud o perímetro del área encerrada y la propia área encerrada satisfacen la relación:

{\displaystyle {\frac {A}{L^{2}}}\leq {\frac {1}{4\pi }}}

La igualdad se alcanza sólo para un círculo el resto de figuras y formas posibles cumplen la desigualdad estrictas

### Lista de fórmulas
| Forma                                          | Fórmula | Variables |
| ---------------------------------------------- | --- | --- |
| Rectángulo                                     | {\displaystyle A=ab} | |
| Triángulo rectángulo                           | {\displaystyle A={\frac {ab}{2}}} | |
| Triángulo                                      | {\displaystyle A={\frac {1}{2}}bh\,\!} | |
| Triángulo                                      | {\displaystyle A={\frac {1}{2}}ab\operatorname {sen}(\gamma )\,\!} | |
| Triángulo (fórmula de Herón)                   | {\displaystyle A={\sqrt {s(s-a)(s-b)(s-c)}}\,\!} | {\displaystyle s={\tfrac {1}{2}}(a+b+c)} |
| Triángulo isósceles                            | {\displaystyle A={\frac {b}{4}}{\sqrt {4a^{2}-c^{2}}}} | |
| Triángulo equilátero                           | {\displaystyle A={\frac {\sqrt {3}}{4}}a^{2}\,\!} | |
| Rombo/deltoide                                 | {\displaystyle A={\frac {1}{2}}de} | |
| Paralelogramo                                  | {\displaystyle A=ah_{a}\,\!} | |
| Trapecio                                       | {\displaystyle A={\frac {(a+c)h}{2}}\,\!} | |
| Hexágono regular                               | {\displaystyle A={\frac {3}{2}}{\sqrt {3}}a^{2}\,\!} | |
| Octágono regular                               | {\displaystyle A=2(1+{\sqrt {2}})a^{2}\,\!} | |
| Polígono regular (de lados {\displaystyle n} ) | {\displaystyle A=n{\frac {ar}{2}}={\frac {pr}{2}}} {\displaystyle \quad ={\tfrac {1}{4}}na^{2}\cot({\tfrac {\pi }{n}})} {\displaystyle \quad =nr^{2}\tan({\tfrac {\pi }{n}})} {\displaystyle \quad ={\tfrac {1}{4n}}p^{2}\cot({\tfrac {\pi }{n}})} {\displaystyle \quad ={\tfrac {1}{2}}nR^{2}\operatorname {sen}({\tfrac {2\pi }{n}})\,\!} | {\displaystyle p=na\ } (perímetro) {\displaystyle r={\tfrac {a}{2}}\cot({\tfrac {\pi }{n}}),} {\displaystyle {\tfrac {a}{2}}=r\tan({\tfrac {\pi }{n}})=R\operatorname {sen}({\tfrac {\pi }{n}})} {\displaystyle r:} radio de la circunferencia inscrita {\displaystyle R:} radio de la circunferencia circunscrita |
| Círculo                                        | {\displaystyle A=\pi r^{2}={\frac {\pi d^{2}}{4}}} ({\displaystyle d=2r:} diámetro) | |
| Sector circular                                | {\displaystyle A={\frac {\theta }{2}}r^{2}={\frac {L\cdot r}{2}}\,\!} | |
| Elipse                                         | {\displaystyle A=\pi ab\,\!} | |
| Integral                                       | {\displaystyle A=\int _{a}^{b}f(x)\mathrm {d} x,\ f(x)\geq 0} | hochkant=0.2 |
|                                                | Área superficial | |
| Esfera                                         | {\displaystyle p=4\pi r^{2}=\pi d^{2}} | |
| Ortoedro                                       | {\displaystyle p=2(ab+ac+bc)} | |
| Cilindro (incl. parte inferior y superior)     | {\displaystyle A=2\pi r(r+h)} | |
| Cono (incl. la parte inferior)                 | {\displaystyle A=\pi r(r+{\sqrt {r^{2}+h^{2}}})} | |
| Toro                                           | {\displaystyle A=4\pi ^{2}\cdot R\cdot r} | |
| Superficie de revolución                       | {\displaystyle A=2\pi \int _{a}^{b}\!f(x){\sqrt {1+\left[f'(x)\right]^{2}}}\mathrm {d} x} (rotación alrededor del eje x) | |

Los cálculos anteriores muestran cómo encontrar las áreas de muchas formas comunes. 
Las áreas de los polígonos irregulares (y, por tanto, arbitrarios) pueden calcularse mediante la «fórmula del área de Gauss» (fórmula de la lazada).

## Unidades de medida de superficies
Las unidades de superficie son patrones establecidos mediante convención para facilitar el intercambio de datos de mediciones de la superficie, área o extensión de un objeto, terreno o figura geométrica. 

### Sistema Internacional de Unidades
Según el Sistema Internacional de Unidades, las unidades cuadradas son las que se listan a continuación:
Múltiplos
- Kilómetro cuadrado: 106 metros cuadrados
- Hectómetro cuadrado o hectárea: 104 metros cuadrados
- Decámetro cuadrado o área: 102 metros cuadrados

Unidad básica
- metro cuadrado: unidad derivada del SI
- Elenio: litro/centímetro
- Piornio: (candela·estereorradián)/lux

Submúltiplos
- Decímetro cuadrado: 10−2 m² (una centésima de metro cuadrado)
- Centímetro cuadrado: 10−4 m² (una diezmilésima de metro cuadrado)
- Milímetro cuadrado: 10−6 m² (una millonésima de metro cuadrado)
- barn: 10−28 m² (metro cuadrado)

En la escala atómica, el área se mide en unidades de barn. Se usa comúnmente para describir el área transversal de interacción en física nuclear.

### Sistema anglosajón de unidades
Las unidades más usadas del sistema anglosajón son:
- pulgada cuadrada
- pie cuadrado
- yarda cuadrada
- El acre también se usa comúnmente para medir áreas de tierra, donde 1 acre = 4840 yardas cuadradas = 43 560 pies cuadrados.[21]